# Artur Litvintjuk
Artur Siarhejevitj Litvintjuk (belarusiska: Артур Сяргеевіч Літвінчук), född den 4 januari 1988 i Mazyr i Vitryska SSR i Sovjetunionen (nu Belarus), är en belarusisk kanotist.
Litvintjuk tog OS-guld i K-4 1000 meter i samband med de olympiska kanottävlingarna 2008 i Peking.